# محمد الكزدغلي
محمد علي الكزدغلي (30 يناير 1990)، هو لاعب كرة قدم تونسي في الترجي الجرجيسي.